# Orlunda
Orlunda är kyrkbyn i Orlunda socken i Vadstena kommun i Östergötlands län. Orten ligger sydost om Vadstena. 

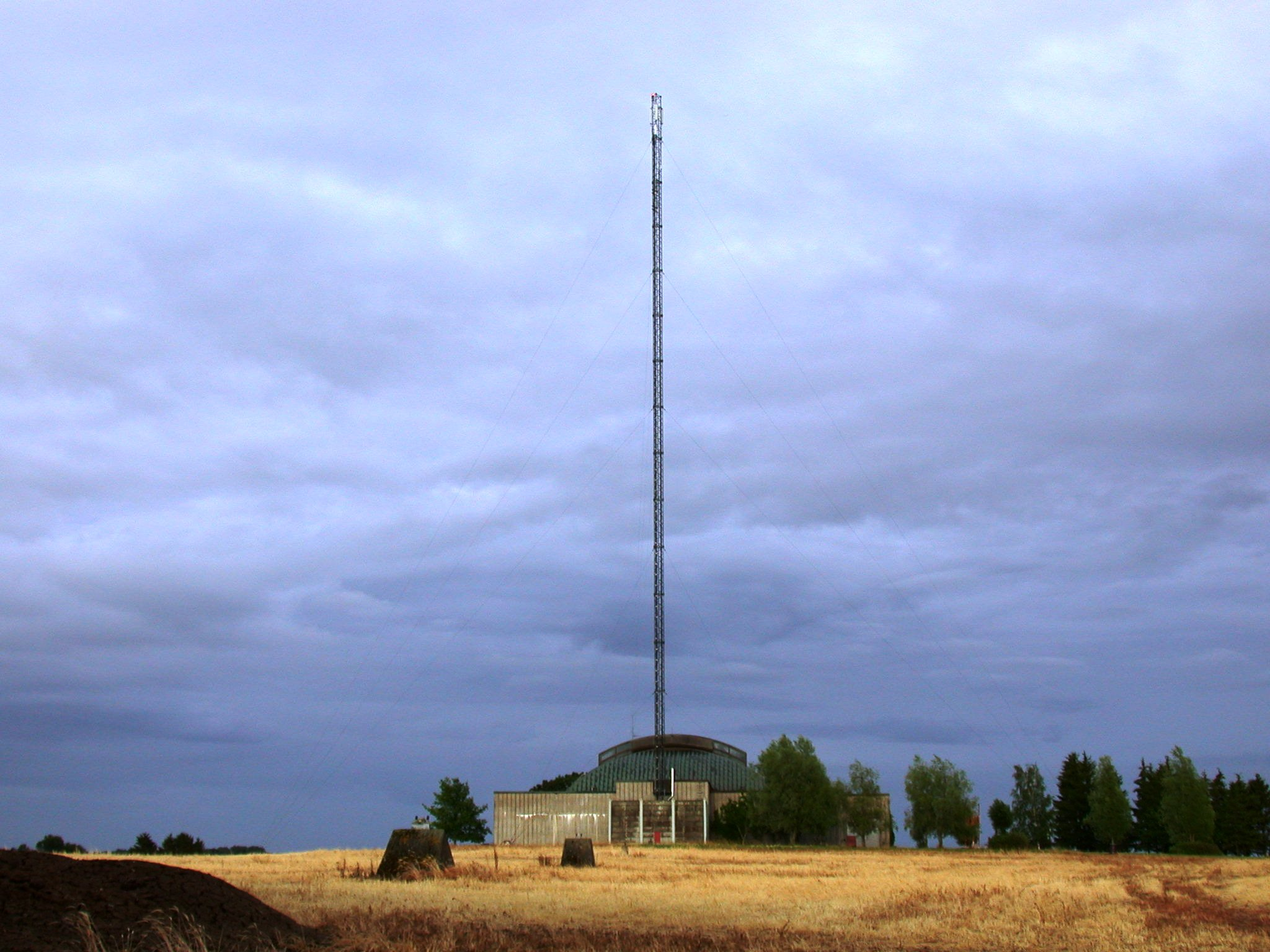
Orlunda långvågsstation.

I orten ligger Orlunda kyrka och den tidigare Orlunda långvågsstation.